# Campagnol de Felten
Microtus felteni
Espèce
Synonymes
- Microtus (Terricola) felteni Malec & Storch, 1963[1]
- Pitymys felteni[1]

Statut de conservation UICN

 LC  : Préoccupation mineure
Le Campagnol de Felten (Microtus felteni) est une espèce de rongeurs de la famille des Cricetidae. 

## Répartition et habitat
Le Campagnol de Felten se rencontre en Albanie, en Grèce, en Macédoine et en Serbie. Il est présent dans les forêts de montagnes mais parfois également sur des terres arables.

## Vulnérabilité
La vulnérabilité de l’espèce n'est pas évaluée car, en plus de sa rareté, elle est endémique d'une petite région méditerranéenne. Seule la population située en Grèce est évaluée, et une diminution de 20 à 25 % de la population a été constatée. La population au nord ne l’est pas.

## Étymologie
Son épithète spécifique, felteni, ainsi que son nom vernaculaire, « de Felten », lui ont été donnés en l'honneur de Heinz Felten (d) (1922-2000), mammalogiste allemand.

## Publication originale
- (de) Franz Malec et Gerhard Storch, « Kleinsäuger (Mammalia) aus Makedonien, Jugoslawien », Senckenbergiana Biologica, vol. 44, no 3,‎ 1963, p. 155–173 (ISSN 0037-2102).